# Кім (Колорадо)
Кім (англ. Kim) — місто (англ. town) в США, в окрузі Лас-Анімас штату Колорадо. Населення — 63 особи (2020).

## Географія
Кім розташований за координатами 37°14′51″ пн. ш. 103°21′12″ зх. д. / 37.24750° пн. ш. 103.35333° зх. д. (37.247458, -103.353231).  За даними Бюро перепису населення США в 2010 році місто мало площу 0,93 км², уся площа — суходіл. В 2017 році площа становила 0,98 км², уся площа — суходіл.

### Клімат
| Клімат : Кім                                 | Клімат : Кім | Клімат : Кім | Клімат : Кім | Клімат : Кім | Клімат : Кім | Клімат : Кім | Клімат : Кім | Клімат : Кім | Клімат : Кім | Клімат : Кім | Клімат : Кім | Клімат : Кім | Клімат : Кім |
| Показник                                     | Січ.         | Лют.         | Бер.         | Квіт.        | Трав.        | Черв.        | Лип.         | Серп.        | Вер.         | Жовт.        | Лист.        | Груд.        | Рік          |
| Абсолютний максимум, °C                      | 26,7         | 26,1         | 29,4         | 32,2         | 37,8         | 40,0         | 40,6         | 40,0         | 38,9         | 35,0         | 30,0         | 26,1         | 40,6         |
| Середній максимум, °C                        | 9,3          | 10,7         | 14,4         | 18,4         | 23,8         | 29,4         | 32,2         | 31,1         | 27,4         | 21,2         | 14,2         | 8,6          | 20,1         |
| Середній мінімум, °C                         | −8,3         | −6,8         | −2,4         | 1,4          | 7,0          | 12,7         | 15,6         | 14,7         | 9,8          | 2,2          | −3,6         | −8,6         | 2,8          |
| Абсолютний мінімум, °C                       | −24,4        | −29,4        | −20,6        | −17,8        | −6,1         | 0,0          | 6,7          | 6,7          | −4,4         | −19,4        | −25          | −29,4        | −29,4        |
| Норма опадів, мм                             | 13           | 12           | 33           | 41           | 48           | 50           | 70           | 58           | 30           | 28           | 19           | 17           | 417          |
| -------------------------------------------- | ------------ | ------------ | ------------ | ------------ | ------------ | ------------ | ------------ | ------------ | ------------ | ------------ | ------------ | ------------ | ------------ |
| Джерело: The Western Regional Climate Center |              |              |              |              |              |              |              |              |              |              |              |              |              |

## Демографія
Згідно з переписом 2010 року, у місті мешкали 74 особи в 39 домогосподарствах у складі 20 родин. Густота населення становила 80 осіб/км².  Було 47 помешкань (51/км²).
Расовий склад населення:
| - 97,3 % — білих |

До двох чи більше рас належало 2,7 %. Частка іспаномовних становила 27,0 % від усіх жителів.
За віковим діапазоном населення розподілялося таким чином: 16,2 % — особи молодші 18 років, 52,7 % — особи у віці 18—64 років, 31,1 % — особи у віці 65 років та старші. Медіана віку мешканця становила 59,0 року. На 100 осіб жіночої статі у місті припадало 105,6 чоловіків;  на 100 жінок у віці від 18 років та старших — 100,0 чоловіків також старших 18 років.
За межею бідності перебувало 1,6 % осіб, у тому числі 0,0 % дітей у віці до 18 років та 6,3 % осіб у віці 65 років та старших.
Цивільне працевлаштоване населення становило 37 осіб. Основні галузі зайнятості: сільське господарство, лісництво, риболовля — 32,4 %, будівництво — 18,9 %, освіта, охорона здоров'я та соціальна допомога — 13,5 %, транспорт — 10,8 %.